# Cerkev Kristusa Odrešenika, Banjaluka
Cerkev Kristusa Odrešenika (srbsko Саборни храм Христа Спаситеља, latinizirano: Saborni hram Hrista Spasitelja) je srbska pravoslavna cerkev v Banjaluki, Republika Srbska, Bosna in Hercegovina.
Cerkev Svete Trojice je bila zgrajena v času medvojne Jugoslavije v središču Banjaluke. Gradnja cerkve je trajala od leta 1925 do 1929, slovesno pa je bila posvečena na rešnji praznik leta 1939. Med nemškim bombardiranjem 12. aprila 1941 je bila cerkev zadeta, oltarni del (apsida) pa močno poškodovan. Maja istega leta so ustaši cerkev razglasili za »sramoto mesta« in ukazali Srbom, Judom in Romom, naj jo popolnoma porušijo, opeko za opeko.
V času komunistične oblasti v Jugoslaviji, medtem ko so bile številne stavbe obnovljene, porušene cerkve ni bilo dovoljeno obnoviti. Med vojno v Bosni je banjaluška eparhija dobila dovoljenje za obnovo porušene cerkve, spomenik padlim borcem pa je bil prestavljen na bližnjo lokacijo, ki je prav tako v lasti cerkve. Nova cerkev se je začela graditi leta 1993, ko so bili posvečeni temelji. To slovesno dejanje je opravil srbski patriarh Pavle s škofi in duhovščino Srbske pravoslavne cerkve. Cerkev je bila obnovljena pod imenom cerkev Kristusa Odrešenika, ker je bila medtem v Banjaluki (1963-1969) zgrajena še ena cerkev, posvečena v imenu Svete Trojice, kot spomin na porušeno, za katero so pravoslavni Srbi mislili, da je ne bodo mogli nikoli več zgraditi.

## Opis
Cerkev je zgrajena iz rdečega in rumenega travertina, ki izvira iz Mezopotamije, čigar kvaliteto (izkop in obdelava) potrjuje prof. dr. Bilbija, strokovnjak iz beograjskega Inštituta za testiranje materialov. Zgrajena je s troslojnim zidom: kamen, armirani beton, opeka. Kupole so prekrite z zlatim nerjavnim jeklom, pripeljanim iz Sibirije. Zunanja gradbena dela na templju so bila končana 26. septembra 2004, ko je bila tudi prva liturgija. Liturgijo je obhajalo 8 škofov z duhovščino in diakoni banjaluške škofije, ob navzočnosti več deset tisoč vernikov. Mozaik je v delu, izvajalec profesor Đuro Radlovica.
Sedanja cerkev je arhitekturno enaka prejšnji in je najvišja verska zgradba v Banjaluki, z zvonikom visokim 47 metrov in 22,5 metrov visoko kupolo. Škofov tempelj je posvetil škof Efrem na rešen dan leta 2009.
Ob 20. obletnici ustanovitve in praznovanju dneva Republike Srbske je patriarh Irinej 9. januarja 2012 v cerkvi obhajal sveto blagoslovljeno liturgijo.

## Arhitektura
Projekt za gradnjo stolnice sv. Trojice in današnje cerkve Kristusa Odrešenika je zasnoval znani beograjski arhitekt Dušan Živanović (1853–1937).
Tloris sv. Trojice je bil grški križ z dominantno osrednjo kupolo v središču cerkve in štirimi manjšimi kupolami na obeh straneh cerkve, ločene od središča. Cerkveni stolp je zgrajen na jugovzhodni strani in je s cerkvijo povezan z arkado. Vhodi so na zahodni in stranski strani cerkve. Oltar in apsida sta tradicionalno na vzhodu. Cerkev Kristusa Odrešenika je bogato okrašena z dekorativnimi elementi tako znotraj kot zunaj.
Zgrajena v tradicionalnem srbsko-bizantinskem slogu, ki je prevladoval v srbski arhitekturi zlasti od konca 19. stoletja do 1930-ih. Zgrajena je iz rdečega in rumenega sladkovodnega apnenca (travertina) iz Mezopotamije. Je prva cerkev v Evropi, zgrajena s tem gradbenim materialom. Marmorni elementi so tudi del okrasja fasade. 10 stebrov (6 velikih in 4 majhni) znotraj cerkve je izdelanih iz granita s Sardinije. Zvonovi prihajajo iz Innsbrucka, najtežji pa tehta 3200 ton.
Cerkev Kristusa Odrešenika je bila zgrajena iz tristrane stene, sestavljene iz kamna, ojačitev in betona. Strešne plošče petih kupol (ki predstavljajo Kristusa in štiri evangeliste) so bile izdelane iz visokokakovostnega nerjavečega jekla iz Sibirije in pozlačene z zlatom, podobno kot pri cerkvi sv. Aleksandra Nevskega v Sofiji (Bolgarija).
Današnja cerkev Kristusa Odrešenika je verna replika stolnice Trojice izpred leta 1941 in je najvišja cerkev v Banjaluki. Na dan vnebohoda leta 2009 je cerkev ponovno posvetil banjaluški nadškof (eparh) Jefrem.
Cerkev ima ikonostas z ikonami, značilnimi za pravoslavne cerkvene stavbe. Ker dela v notranjosti še niso povsem zaključena, trenutno poteka poslikava notranjosti z bizantinskimi freskami.
Dimenzije cerkve Kristusa Odrešenika so: 22,10 m dolžine × 19,50 m širine. Cerkveni stolp je visok 44 m brez križa na njem in 47 m s križem. In glavna kupola s premerom 6 m je visoka 22,7 m. Notranjost sprejme od 800 do 1000 vernikov.

## Galerija
- Pogled na ikonostas
- Razvaline stare Trojiške cerkve
- Kristus Pantokrator, fr
- Lestenec v cerkvi
- Pogled iz zraka
- Kapela za prižig sveč
- Katedrala pozimi